# Funktionalism och intentionalism
Funktionalism och intentionalism är två ståndpunkter  i den historiografiska debatten kring Förintelsens ursprung. Debatten kretsar kring vilken roll Adolf Hitler spelade för Förintelsens uppkomst och utveckling:
- Hade Hitler innan han blev Tysklands rikskansler en plan, en uttalad intention, att biologiskt förinta Europas judar? Intentionalisterna anser att så var fallet, medan funktionalisterna avvisar en sådan tanke.

- Kom beslutet om Förintelsen från Hitler själv? Tog Hitler ett avgörande initiativ att förinta judarna och befallde denna förintelse eller växte den fram inom den nazistiska byråkratin allteftersom andra världskriget förlöpte?

Termerna "funktionalism" och "intentionalism" myntades av den brittiske marxistiske historikern Timothy Mason i essän Intention and Explanation: A Current Controversy about the Interpretation of National Socialism från år 1981. Bland funktionalisterna märks Martin Broszat, Christopher Browning, Raul Hilberg, Hans Mommsen och Zygmunt Bauman, medan Karl Dietrich Bracher, Richard Breitman, Lucy Dawidowicz, Klaus Hildebrand, Andreas Hillgruber och Eberhard Jäckel återfinns bland intentionalisterna.
Enligt intentionalismen hade Hitler redan på 1920-talet uppsåt att förinta den europeiska judendomen. Intentionalisterna anser att belägg för detta återfinns i en passus i Mein Kampf. Hitler, som under första världskriget vårdades efter att ha blivit utsatt för ett gasangrepp, skriver att miljontals soldaters död vid fronten under första världskriget inte hade varit förgäves, om man hade gasat 12 000–15 000 av dessa "hebreiska folkfördärvare". Intentionalisterna åberopar även det Hitler formulerade i ett tal i den tyska riksdagen den 30 januari 1939:
| ”                                    | Om den internationella finansjudendomen inom och utom Europa skulle lyckas att än en gång störta folken in i ett världskrig, så blir resultatet inte en bolsjevisering av världen och därmed judendomens seger, utan ett förintande av den judiska rasen i Europa. | „ |
| – Adolf Hitler, den 30 januari 1939. | |   |

Funktionalisterna avfärdar citatet från Mein Kampf och menar att Hitler inte talar om fysisk utrotning. De pekar även på avsaknaden av skriftliga belägg för att Hitler skulle ha beordrat Förintelsen. Funktionalisterna hävdar att det först 1941/1942 blev tal om att fysiskt förinta Europas judiska befolkning. Som stöd för denna ståndpunkt anför de bland annat Madagaskarplanen, vilken innebar deportation, inte utrotning.